# Deathstars
Deathstars est un groupe suédois de metal industriel, originaire de Strömstad. Le groupe est formé en 2000 par Whiplasher Bernadotte et Nightmare Industries.
Leurs influences sont l'industriel, l'EBM et le metal gothique. Ils s'inspirent de groupes tels que Kiss, Marilyn Manson, Rammstein ou bien encore The Kovenant. Depuis la création du groupe, ils ont essayé plusieurs looks, d'abord le latex et le vinyle pour le premier album, Synthetic Generation. Ils arborent ensuite des tenues gothiques et militaires pour le deuxième, Termination Bliss, composé entièrement par Emil Nödtveidt alias Nightmare Industries en l'honneur de son défunt frère Jon Nödtveidt, puis des tenues noires et gothiques affichant leurs surnoms sur leurs vestes pour leur troisième album, Night Electric Night.

## Biographie

### Débuts (2000–2006)

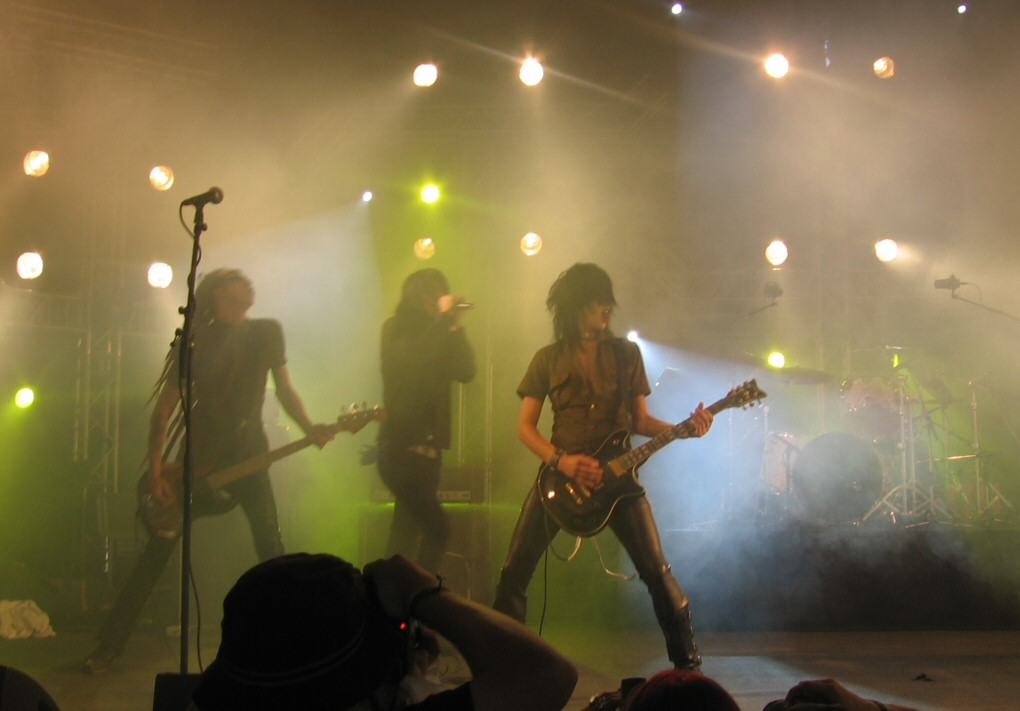
Deathstars au Tuska 2006.

Deathstars est formé en janvier 2000 par la fusion de Swordmaster (Andreas Bergh alias Whiplasher Bernadotte au chant, Emil Nödtveidt alias Nightmare Industries à la guitare et au clavier (il est le frère du défunt leader du groupe Dissection), et Eric Bäckman alias Cat Casino à la guitare) avec Ophtalamia (Ole Öhman alias Bone W Machine à la batterie). D'après Nightmare Industries, le nom Deathstars n'est pas une référence à l'Étoile de la Mort (Death Star) dans Star Wars, mais plutôt un amalgame des mots « Death metal » et du mot anglais Stars.
Leur premier album, Synthetic Generation, est initialement publié en Suède, en mars 2002 au label LED Recordings, et l'année suivante en Europe par le label Nuclear Blast. Le bassiste Jonas Kangur, à l'origine recruté comme membre live, deviendra membre permanent du groupe le 1er octobre 2003. Avant la sortie de Synthetic Generation, le groupe enregistre plusieurs démos, dont deux d'entre elles sont mises à disposition sur Internet en téléchargement gratuit ; Razor End et Black Medicine. Un second album commence à être enregistré en juin 2004, mais sa sortie est repoussée du fait que le groupe, après avoir participé au festival Wave Gotik Treffen de Leipzig, en Allemagne, s'est fait voler pour 15 000 $ de matériel dans leur bus de tournée. Le groupe joue ensuite avec Dissection à leur concert Stockholm Lilla Arenan en fin octobre la même année. Deathstars reprend les enregistrements de son deuxième album au début de 2005 aux Black Syndicate Studios. Le groupe se sépare après du guitariste Erik Halvorsen en août, à cause d'un « manque d'enthousiasme ». Termination Bliss est publié en janvier 2006. Une version limitée de l'album comprend un différent remix, Driven On, de la chanson Blitzkrieg de Mortiis. Le groupe joue en soutien à Cradle of Filth en Europe.

### Night Electric Night(2007–2012)

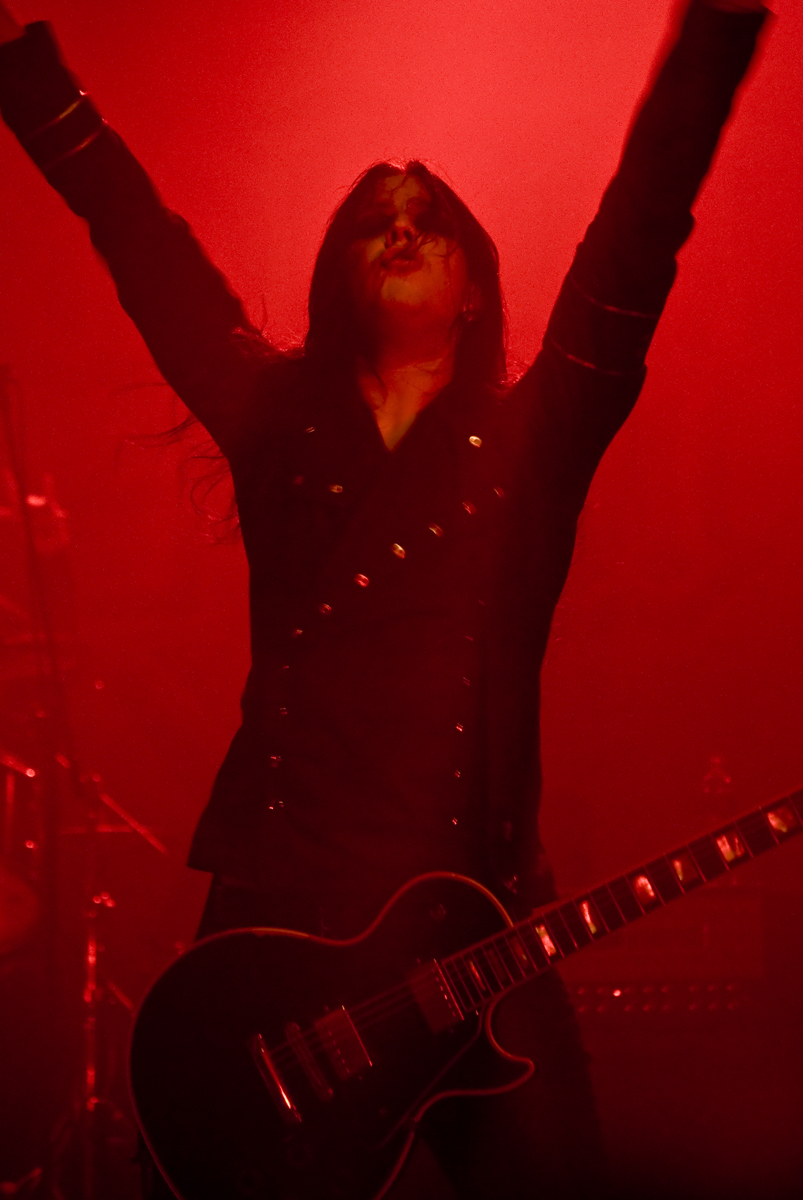
Emil Nodveidt, guitariste de Deathstars sur scène au Sziget Festival, en Hongrie, en 2009.

En septembre 2007, Deathstars annonce sur son site web ouvrir pour Korn à sa tournée européenne entre janvier et février 2008. Deathstars jouera plusieurs concerts avec Korn. Bone W. Machine ne participera à leur prochaine tournée avec Korn pour des raisons personnelles. Bernadotte explique que le batteur « devait prendre soin de sa famille une fois rentré chez lui. » Adrian Erlandsson, ancien batteur pour le groupe Cradle of Filth, le remplace en tournée. Pour leur prochain album, le producteur et guitariste de Deathstars, Nightmare Industries, écrit la chanson Via The End après avoir appris le suicide de son frère, Jon Nödtveidt. De l'album, Whiplasher explique : « C'est plaisant de voir à quel point les chansons de l'album caractérisent nos vies.. »
Le 29 octobre 2007, Deathstars entre aux Metrosonic Recording Studios de New York afin de commencer les enregistrements de son troisième album. Le mixage audio est effectué en janvier 2008, et l'album est annoncé pour l'été 2008. Bergh révèle par la suite le titre de l'album, Deathglam. Cependant, après la sortie de Death Magnetic de Metallica, ils changent le nom de l'album pour Night Electric Night s'inspirant du nom de la chanson Cyanide de Metallica. En mai 2008, Nuclear Blast publie une dernière version de l'album Termination Bliss intitulée Termination Bliss Extended comprenant un CD et un DVD. Il comprend donc la chanson bonus Termination Bliss (Piano Version), mais n'inclut pas Blitzkrieg (Driven On Version). Le 7 novembre 2008, Deathstars annonce la liste des titres et la couverture de l'album, ainsi que sa date de sortie pour le 30 janvier 2009. En décembre 2008, le groupe publie la vidéo de sa chanson Death Dies Hard.
Deathstars, le 31 janvier 2009, des dates de concerts au Royaume-Uni dans quinze différents lieux pour avril 2009
En 2010, Deathstars continue à tourner en Europe en soutien à l'album Night Electric Night, puis, en fin mai 2010, joue quatre concerts en Amérique du Sud. Le groupe réédite ensuite Night Electric Night en coffret double CD et DVD.
Le 25 août 2011, le site officiel de Rammstein annonce la participation de Deathstars à la tournée Made in Germany 2011 - 2012 European Tour. En février 2012, le groupe joue à nouveau sur scène aux côtés de Rammstein.

### The Perfect Cult(depuis 2013)
Le groupe annonce les enregistrements d'un nouvel album courant juillet 2013. Deathstars se sépare aussi du guitariste Cat Casino, et continue en tant que quatuor.
Leur nouvel album est enregistré dans divers studios : les morceaux de batterie, de guitare et de basse sont enregistrés au Bohus Sound Recording, Kungälv, les chants aux Gig Studios de Stockholm, et les claviers et orchestration au Black Syndicate de Stockholm. Le 7 novembre 2013, le groupe annonce son nouvel album pour février 2014. Ils annoncent aussi une tournée Claws Through Europe Tour 2014 à partir du 15 mars 2014 à Stockholm. Concrètement, l'album sortira le 13 juin 2014 et la tournée Claws Through Europe Tour 2014 démarrera le 20 septembre 2014 à Saint-Pétersbourg le 29 avril 2014, le 30 avril 2014 ils publient la vidéo de leur chanson All the Devil's Toys, extraite de leur album à venir, The Perfect Cult.
Après presque 9 ans d'absence, le groupe est de retour en 2023. Ils publient sur YouTube la vidéo de leur single This Is le 25 janvier 2023, extraite de leur album Everything Destroys You qui est prévu pour le 5 mai 2023. Une seconde vidéo est publiée sur YouTube le 28 Février 2023, pour le second single de l'album intitulé Midnight Party.

## Style musical
Le style musical du groupe se caractérise par la présence des guitares, de synthétiseurs, et de la voix profonde de Whiplasher. Le groupe s'inspire notamment de The Kovenant et Rammstein.

## Membres

### Membres actuels
- Andreas Bergh (alias Whiplasher Bernadotte) - chant
- Emil Nödtveidt (alias Nightmare Industries) - guitare, clavier
- Jonas Kangur (alias Skinny Disco) - basse
- Marcus Johansson (akias Nitro) - batterie
- Eric Bäckman (alias Cat Casino) - guitare

### Anciens membres
- Eric Halvorsen (alias Beast X. Electric) - guitare
- Ole Öhman (alias Bone W. Machine) - batterie
- Oscar Leander (alias Vice) - batterie

## Discographie

### Albums studio
- 2002 : Synthetic Generation
- 2006 : Termination Bliss
- 2009 : Night Electric Night
- 2014 : The Perfect Cult
- 2023 : Everything Destroys You

### Compilation
2011 :  The Greatest Hits on Earth